# 王夢旭
王夢旭，字初升，贵州福泉人，清朝政治人物、同進士出身。

## 生平
康熙五十一年（1712年）壬辰科進士，三甲八十名，改翰林院庶吉士，散館授檢討。